# Codro

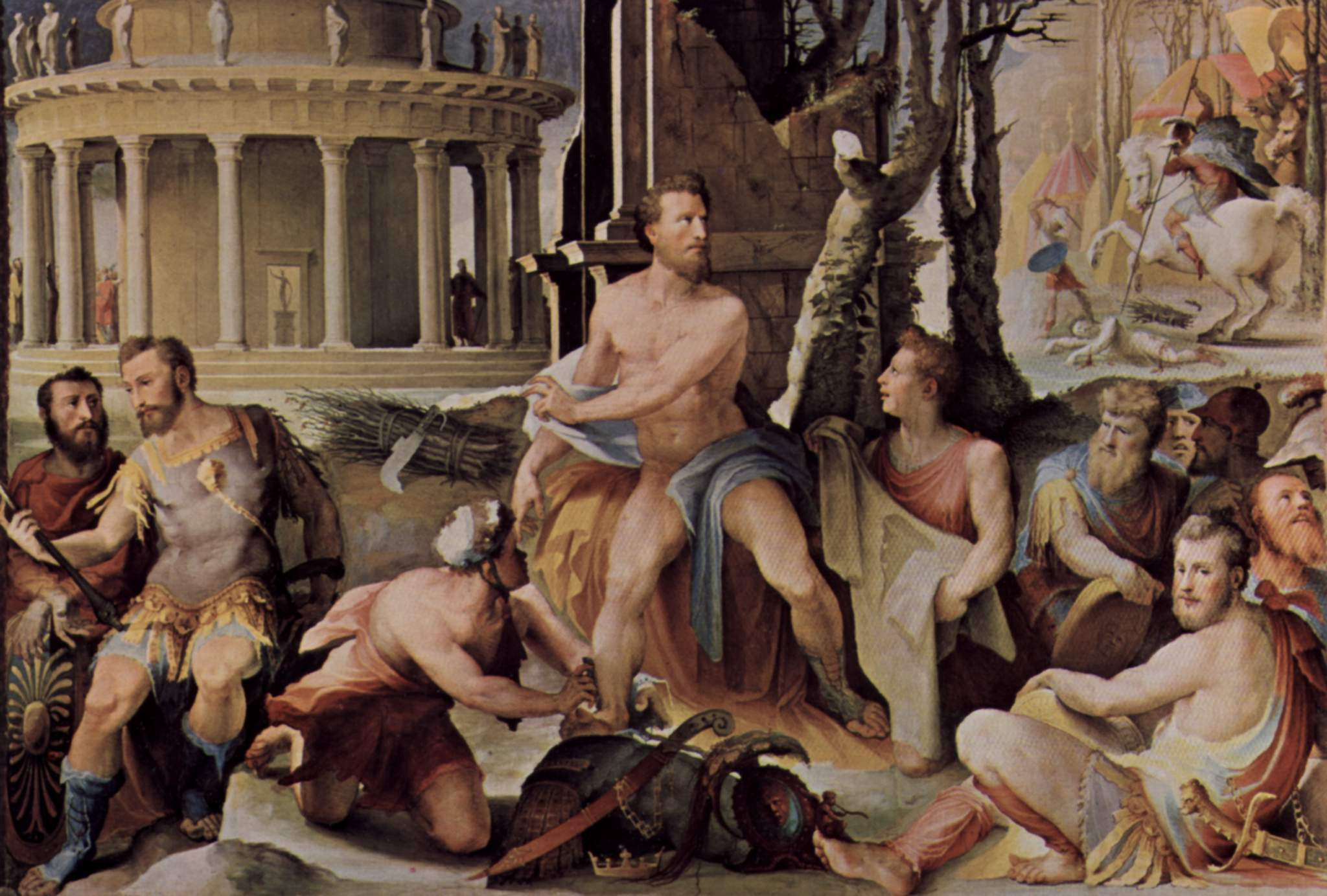
Fresco de Beccafumi en el Palacio Comunal de Siena: Sacrificio de Codro, rey de Atenas (Vittima di Codro, re di Atene, 1532 - 1535).

Codro (en griego Κόδρος, Kódros) fue el último de los reyes (βασιλεύς, basileus) del Ática (c. 1089-1068 a. C.). Era hijo de Melanto y rey de Atenas.
Según la tradición, poco después de la irrupción de los dorios en el Peloponeso (c. 1068 a. C.) se produjo su ataque sobre el Ática. Los dorios habían recibido el oráculo de que conquistarían la ciudad siempre y cuando el rey ático Codro permaneciera con vida. De esta manera los dorios tomaron las precauciones oportunas para emprender la guerra sin acabar con el rey de Atenas. Una vez que Codro fue informado de este oráculo, decidió sacrificarse para salvar a la ciudad, vistiéndose de mendigo para simular que iba en busca de leña, salió de la ciudad y se encontró con dos enemigos de los cuales mató a uno y él segundo lo mató a él. Después de la muerte de Codro, los atenienses reclamaron el cuerpo de este para enterrarlo, y los peloponesios comprendieron que no podrían ganar a Atenas y volvieron a su país. Codro fue sucedido por su hijo mayor, Medonte.
En reconocimiento al patriotismo de Codro, los atenienses decidieron que nadie más llevaría el título de basileos. A partir de él, los máximos dirigentes de la polis (πόλις) se denominarán arcontes (ἄρχοντες).